# توني أبوت (دبلوماسي)
توني أبوت (بالإنجليزية: Tony Abbott)‏ هو دبلوماسي بريطاني، ولد في 9 سبتمبر 1941.